# Lygisaurus absconditus
Lygisaurus absconditus — вид сцинкоподібних ящірок родини сцинкових (Scincidae). Ендемік Австралії.

## Поширення і екологія
Lygisaurus absconditus відомі за голотипом, зібраним поблизу Данкей-Спрінгс в національному парку Буллеріга в штаті Квінсленд. Вони живуть у відкритому евкаліптовому лісі, серед пісковикових виступів і опалого листя, поблизу струмків.